# NGC 4169
NGC 4169 est une galaxie lenticulaire située dans la constellation de la Chevelure de Bérénice. NGC 4169 a été découverte par l'astronome germano-britannique William Herschel en 1785.

## Caractéristiques
NGC 4169 présente une large raie HI et c'est une galaxie active de type Seyfert 2.

### Distance
Sa vitesse par rapport au fond diffus cosmologique est de 4 099 ± 22 km/s, ce qui correspond à une distance de Hubble de 60,5 ± 4,2 Mpc (∼197 millions d'al).
À ce jour, deux mesures non basées sur le décalage vers le rouge (redshift) donnent une distance de 55,650 ± 5,162 Mpc (∼182 millions d'al), ce qui est à l'intérieur des valeurs de la distance de Hubble.

## Groupe compact de Hickson 61

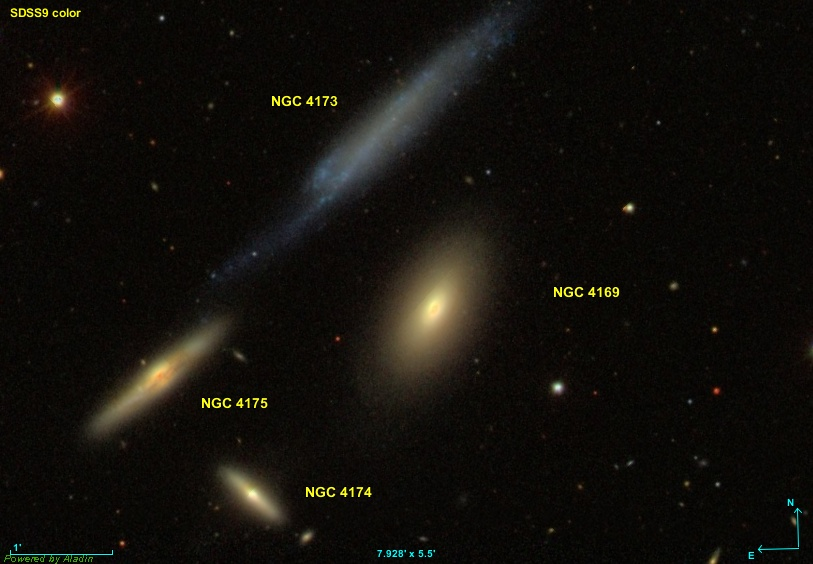
« The Box », le groupe compact de Hickson 61.

Avec les galaxies NGC 4173 (HGC 61B), NGC 4174 (HGC 61D) et NGC 4175 (HGC 61C), NGC 4169 forment le groupe compact de Hickson 61. On donne aussi le nom de « The Box » à ce groupe. Trois galaxies de ce quatuor (NGC 4169, NGC 4174 et NGC 4175) font partie du groupe de NGC 4185. L'autre galaxie (NGC 4173) est beaucoup plus proche de nous et elle fait partie d'un autre groupe, celui de NGC 4274.

## Groupe de NGC 4185
Selon A.M. Garcia, la galaxie NGC 4169 fait partie d'un groupe de galaxies qui compte au moins 13 membres, le groupe de NGC 4185. Les membres du groupe sont dans l'ordre de la liste de Garcia NGC 4131, NGC 4134, NGC 4169, NGC 4174, NGC 4175, NGC 4185, NGC 4196, NGC 4253, NGC 4132, MCG 5-29-24, MCG 5-29-35, UGC 7221 et UGC 7294.
Dans un article publié en 1998, Abraham Mahtessian mentionne aussi l'existence de ce groupe, mais les cinq dernières galaxies de la liste de Garcia n'y sont pas.